# Heizkraftwerk Lichterfelde
Das Heizkraftwerk Lichterfelde ist ein Heizkraftwerk (HKW) im Berliner Ortsteil Lichterfelde. Es ist maßgeblich für die Versorgung des Berliner Südens mit Strom und Fernwärme verantwortlich. Rund 100.000 Haushalte im Berliner Westen werden von diesem Kraftwerk mit Fernwärme & Strom versorgt.
Das 2019 stillgelegte Gaskraftwerk funktionierte nach dem Prinzip der Kraft-Wärme-Kopplung. Es bestand aus drei Blöcken, von denen zwei bis zuletzt in Betrieb waren. Jeder Block hat einen 158 Meter hohen Schornstein. Das Kraftwerk konnte eine elektrische Gesamtleistung von 432 MW sowie eine thermische Leistung von 650 MW erzeugen.
Auf dem Gelände des ehemaligen Kraftwerks wurde ein neues Gas- und Dampfturbinen-Heizkraftwerk (GuD-Heizkraftwerk) auf Erdgasbasis errichtet. Das neue GuD verfügt über eine elektrische Gesamtleistung von 300 MW sowie eine thermische Leistung von 609 MW.
Das bis Mai 2024 zum schwedischen Energiekonzern Vattenfall gehörende Kraftwerk wurde von einer Tochtergesellschaft des deutschen Vattenfall-Teilkonzerns, der Vattenfall Wärme Berlin AG, betrieben. Seit der Rekommunalisierung des Betreibers Anfang Mai 2024 firmiert das Landesunternehmen als BEW Berliner Energie und Wärme GmbH.
Das Kraftwerk liegt am Ostpreußendamm 61, unmittelbar am Teltowkanal (Hafen Lichterfelde). Der Stromnetzanschluss des Kraftwerks erfolgt auf der 110-kV-Mittelspannungsebene in das Netz der ehemaligen Vattenfall-Tochtergesellschaft Stromnetz Berlin GmbH, die im Jahr 2021 wieder durch das Land Berlin zurückgekauft wurde, nachdem es im Jahr 2013 einen Volksentscheid über die Rekommunalisierung der Berliner Energieversorgung gegeben hatte.

## Bau & Geschichte
Verantwortlicher Bauherr für das 1972 erstmals in Betrieb genommene Kraftwerk war die Bewag. Am Bau beteiligten sich in der Arbeitsgemeinschaft Heizkraftwerk Lichterfelde 1970–1974 die Unternehmen Beton- und Monierbau, Siemens-Bauunion, Grün & Bilfinger und Hochtief. Das Heizkraftwerk wurde mehrfach modernisiert. Die drei Heizblöcke wurden schrittweise 1988, 1997 und 1998 von Schweröl- auf Erdgasbefeuerung umgerüstet. Ende 2015 wurde der Block zwei außer Betrieb genommen.
1975 wurde das Heizkraftwerk Lichterfelde Motiv der 140-Pfennig-Briefmarke der Dauermarkenserie Industrie und Technik der Deutschen Bundespost Berlin (Ausgabedatum 14. November 1975).
2012 wurde seitens der Vattenfall Europe Wärme AG mit dem Neubau eines Gas-und-Dampfturbinen-Heizkraftwerks auf der Freifläche zwischen den Kühltürmen des alten Heizkraftwerks und dem Barnackufer begonnen, das das ursprüngliche Kraftwerk 2019 ablöste.

## Altes Kraftwerk

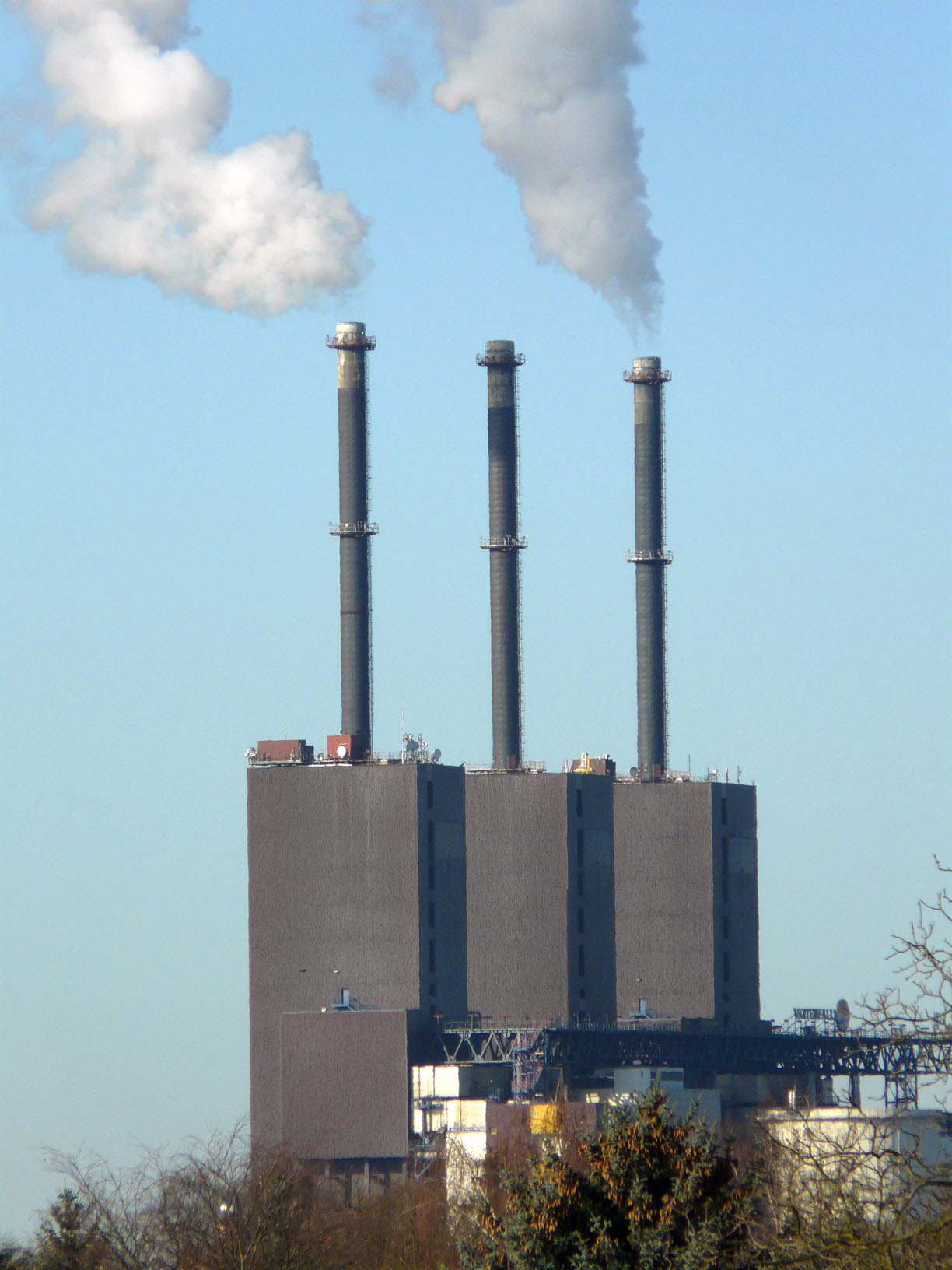
Die ehemaligen Kraftwerksblöcke von Osten (2008)

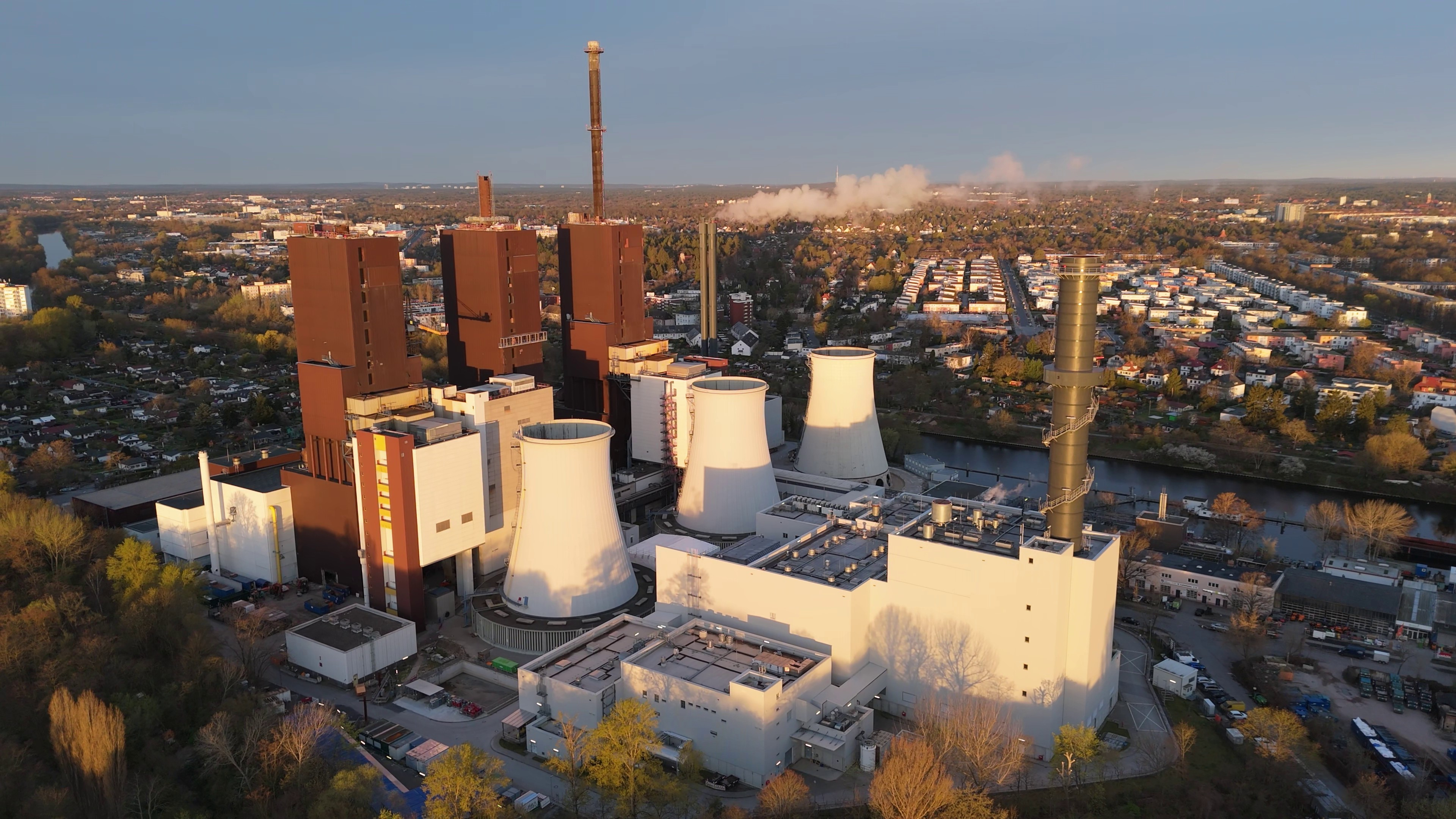
Rückbau der Schornsteine auf den alten Kesselhäusern des Heizkraftwerks Lichterfelde Ende März 2024

Das ehemalige Kraftwerk wurde ursprünglich mit Schweröl befeuert. Block 1 und 3 wurden 1983 mit einer Rauchgasentschwefelungsanlage (REA) ausgerüstet. 1988 wurde Block 2 auf Erdgasfeuerung umgestellt. Für den Erdgaseinsatz wurde das HKW 1988 über einen zwei Kilometer langen Abzweig an das Hochdruck-Gasversorgungsnetz (40 bar) angeschlossen. 1991 und 1992 wurden für Block 1 und 3 Entstickungsanlagen nachgerüstet. 1997 und 1998 wurden auch Block 1 und 3 auf Erdgasfeuerung umgerüstet. Nach dem Umbau wurde der Betrieb der REA eingestellt, da dies nicht mehr nötig war. 1999 erfolgte ein weiterer unabhängiger Gas-Anschluss auf der Hochdruckseite.
Nach Umbau der Blöcke 1 und 3 wurde Block 2 vom Netz genommen und sollte dauerhaft stillgelegt werden. Entgegen der ursprünglichen Planung wurde Block 2 später wieder in Betrieb genommen. 2016 wurde Block 2 endgültig außer Betrieb gestellt. 2019 wurden, nach Fertigstellung des neuen GuD, schließlich auch die Blöcke 1 & 3 abgeschaltet.
Bis Ende 2025 sollen die drei Kesselhäuser und die drei dazugehörigen Schornsteine, das Maschinen- und Pumpenhaus, die Gebäude zur Rauchgasentschwefelung und ein Kühlturm zurückgebaut werden. Weiterhin genutzt werden einzelne bauliche Anlagen und Nebeneinrichtungen des alten Heizkraftwerks, darunter zwei Kühltürme, die Kühlwasserbauwerke sowie die Verwaltungs- und Sozialgebäude.

## Neues Kraftwerk
Das Heizkraftwerk Lichterfelde wurde durch ein Gas- und Dampfturbinen-Heizkraftwerk (GuD-Heizkraftwerk) auf Erdgasbasis ersetzt. Der Brennstoffausnutzungsgrad wird so von 70 % auf 90 % erhöht. Im Sommer 2012 wurde mit dem Bau einer Heißwasseranlage zur Ergänzung der GuD-Anlage mit drei neuen Erdgas betriebenen Heißwassererzeugern mit jeweils 120 MWth begonnen, die als Spitzenlastanlagen, die Fernwärmeversorgung an kalten Tagen unterstützen.
2014 erfolgte der Baubeginn der GuD-Anlage. Die kommerzielle Inbetriebnahme der GuD-Anlage erfolgte, nach zweimaliger Verschiebung um jeweils ein Jahr, im Mai 2019. Die markanten drei Schornsteine des Altkraftwerks werden derzeit zurückgebaut.